# 구토

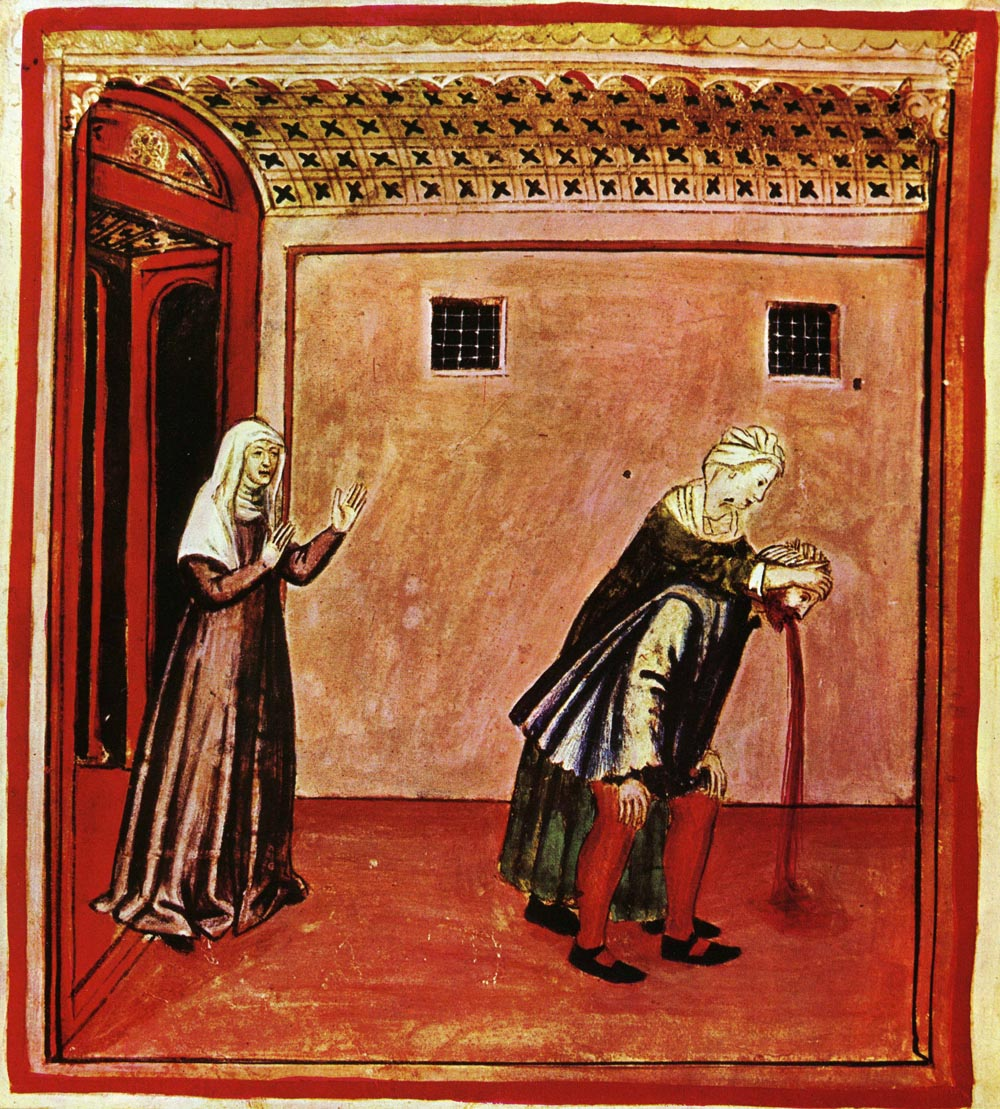
14세기 구토의 삽화

구토(嘔吐, vomiting, emesis, 문화어: 게우기)는 인간의 입(또는 가끔은 코)을 통해 배 안의 내용물이 
밖으로 나오는 것을 일컫는다. 대한민국에서는 "올라오다(올라올 것 같다)" 또는 오바이트(Overeat)라는 콩글리시 표현을 "구토하다", "토하다" 대신에 자주 사용한다. 미국에서도 이와 비슷하게 "throwing up"이라는 표현이 있다. 구토의 원인엔 여러 가지가 있으며, 구토의 가장 흔한 느낌은 메스꺼움이다. 토끼는 위의 분문(위와 식도가 결합된 국부)과 유문(위의 말단부 십이지장에 연결된 부분)이 접근하고 있어서 구토하지 못한다.
구토를 의도적으로 유발하는 약물은 토제, 최토제, 구토제라고 부른다.

## 원인
보통 술이나 음식을 너무 많이 섭취하거나 썩거나 변질된 음식을 먹거나 과도하게 운동을 하거나, 컨디션이 나빠질 때에 먼저 뇌 안의 구토 중추를 자극하여 메스꺼운 느낌에 따라 구토를 하게 만든다. 그러나 메스꺼운 느낌이 없는 경우에도 구토가 일어날 수 있다. 특히 유아나 만취 상태에 있는 사람에게서 자주 일어난다. 구토의 결과물을 토사물, 또는 줄여서 토라고 한다. 또, 혀의 뒤쪽 목젖 부분에 손가락 등 다른 물질을 넣어 자극하여 메스꺼움을 고의로 일으키는 경우도 있다.
또한 차량이나 선박, 유원지의 놀이기구 등을 오랜 시간 동안 타거나 격렬하게 흔들리는 환경에 있을 때에도 구토를 일으킬 수 있다. 이 밖에도, 다른 사람의 토사물, 배사물 등을 직간접적으로 접할 때나 착용이 힘든 옷, 모자, 헬멧 등을 착용할 때에도 구토를 겪을 수 있다. 또, 공포 영화 등의 불쾌한 영상을 접했을 때에도 정신적인 스트레스로 인해 구토를 일으킬 수 있다.
차량이나 선박, 비행기 탑승시 멀미를 하는 사람은 미리 비닐 봉지 등을 소지하거나 약국 등에서 팔고 있는 멀미약을 탑승 전에 복용하는 것이 좋다. 오랜 시간 여행하는 관광 버스나 선박, 비행기에는 구토를 대비하여 비닐 봉지를 준비하고 있는 경우가 많다.
어떠한 사고나, 전쟁과 같은 사건을 겪고 나서 발생하는 외상 후 스트레스 장애로 인하여 구토가 일어날 수 있다.

## 조기 치료가 필요한 경우
위에 일러둔 요인이 아닌, 두통 등의 다른 부위의 증상을 수반하는 구토의 경우에는 장기나 뇌, 신경계의 손상이 있을 수 있고, 아니면 다른 병의 원인에 따른 부차적인 증상일 가능성이 있기 때문에 경우에 따라 목숨에 위협이 될 수 있다. 따라서 빠른 시일 안에 의사의 진단을 받아야 한다.
일반적으로 구토했을 경우, 토사물은 위산을 중심으로 소화 중의 음식인 경우가 대부분이지만 위염이나 위궤양 등의 질병에 의해 발생했을 경우에는 음식물 이외에 피를 포함할 수 있다.
1. 다갈색이다. (위산과의 반응에 따라)
토사물 안에 이러한 다갈색 혈액 덩어리가 있으면 소화기의 궤양이 의심되므로 빠른 진찰이 권장된다.
2. 선혈을 토한다. (붉은 색의 피이거나 양이 많거나 할 때)
구급적인 의료가 필요하다.
3. 기침했을 때에도 혈액이 섞인다.
호흡기의 손상으로 기침이나 담과 함께 혈액이 빠져 나온다. 그 일부가 위에 들어와서 토사물에 피가 섞이는 경우도 있다. 전염병도 의심되므로 빠른 시일 안에 진찰할 것을 권장한다.

## 같이 보기
- 폭식증
- 구토공포증
- 혈관 확장
- 설사